# Élections municipales de 2008 dans le Morbihan
Les élections municipales françaises de 2008 ont eu lieu le 9 et 16 mars 2008. Le département du Morbihan comptait 261 communes, dont 44 de plus de 3 500 habitants où les conseillers municipaux étaient élus selon un scrutin de liste avec représentation proportionnelle.

## Maires élus
Les maires élus à la suite des élections municipales dans les communes de plus de 3 500 habitants :
| Communes          | Population | Maire élu en 2001     | Parti | Parti   | Maire élu             | Parti | Parti   |
| ----------------- | ---------- | --------------------- | ----- | ------- | --------------------- | ----- | ------- |
| Lorient           | 58 135     | Norbert Métairie      |       | PS      | Norbert Métairie      |       | PS      |
| Vannes            | 52 984     | François Goulard      |       | UMP     | François Goulard      |       | UMP     |
| Lanester          | 22 598     | Jean-Claude Perron    |       | DVG-PS  | Thérèse Thiéry        |       | DVG-PS  |
| Ploemeur          | 18 509     | Loïc Le Meur          |       | PS      | Loïc Le Meur          |       | PS      |
| Pontivy           | 14 695     | Jean-Pierre Le Roch   |       | PS      | Jean-Pierre Le Roch   |       | PS      |
| Hennebont         | 14 233     | Gérard Perron         |       | PCF     | Gérard Perron         |       | PCF     |
| Auray             | 12 435     | Michel Le Scouarnec   |       | PCF     | Michel Le Scouarnec   |       | PCF     |
| Saint-Avé         | 10 104     | Hervé Pellois         |       | PS      | Hervé Pellois         |       | PS      |
| Guidel            | 9 973      | François Aubertin     |       | UMP     | François Aubertin     |       | UMP     |
| Quéven            | 8 744      | Jean-Yves Laurent     |       | PS      | Marc Cozilis          |       | PCF     |
| Ploërmel          | 8 664      | Paul Anselin          |       | UMP     | Béatrice Le Marre     |       | PS      |
| Larmor-Plage      | 8 415      | Victor Tonnerre       |       | DVD     | Victor Tonnerre       |       | DVD     |
| Séné              | 8 095      | Patrick Salic         |       | UMP     | Luc Foucault          |       | MRC     |
| Sarzeau           | 7 330      | Henri Bénéat          |       | DVD     | David Lappartient     |       | UMP     |
| Questembert       | 7 319      | Paul Pabœuf           |       | PS      | Paul Pabœuf           |       | PS      |
| Languidic         | 7 145      | Maurice Olliéro       |       | UMP     | Maurice Olliéro       |       | UMP     |
| Caudan            | 6 825      | Gérard Falquerho      |       | DVD     | Gérard Falquerho      |       | DVD     |
| Theix             | 6 799      | Joseph Oillic         |       | UMP     | Yves Questel          |       | DVG     |
| Pluvigner         | 6 569      | Guigner Le Henanff    |       | DVD     | Guigner Le Henanff    |       | DVD     |
| Guer              | 6 305      | Jean-Luc Bléher       |       | UMP     | Jean-Luc Bléher       |       | UMP     |
| Brech             | 6 125      | Paul Baudic           |       | DVG     | Paul Baudic           |       | DVG     |
| Ploeren           | 5 661      | Corentin Hily         |       | DVG-PCF | Corentin Hily         |       | DVG-PCF |
| Inzinzac-Lochrist | 5 650      | Jean-Pierre Bageot    |       | PS      | Jean-Pierre Bageot    |       | PS      |
| Baud              | 5 543      | Jean-Paul Bertho      |       | PS      | Jean-Paul Bertho      |       | PS      |
| Plouay            | 5 230      | Jacques Le Nay        |       | UMP     | Jacques Le Nay        |       | UMP     |
| Arradon           | 5 215      | André Gall            |       | PS      | Dominique Mourier     |       | DVG-PS  |
| Kervignac         | 5 173      | Jacques Le Ludec      |       | UMP     | Jacques Le Ludec      |       | UMP     |
| Quiberon          | 5 052      | Jean-Michel Belz      |       | MPF     | Jean-Michel Belz      |       | MPF     |
| Riantec           | 4 958      | Marc Roberdel         |       | DVG-PS  | Michel Le Gall        |       | DVD     |
| Grand-Champ       | 4 754      | Gilles-Marie Pelletan |       | MoDem   | Gilles-Marie Pelletan |       | MoDem   |
| Plouhinec         | 4 731      | Yves Joannic          |       | DVD     | Adrien Le Formal      |       | DVD     |
| Pluneret          | 4 706      | Jean-Jacques Mérour   |       | DVG     | Jean-Jacques Mérour   |       | DVG     |
| Elven             | 4 663      | Marcel Le Boterff     |       | DVG     | Marcel Le Boterff     |       | DVG     |
| Plescop           | 4 649      | Nelly Fruchard        |       | UDB     | Nelly Fruchard        |       | UDB     |
| Carnac            | 4 436      | Michel Grall          |       | UMP     | Jacques Bruneau       |       | UMP     |
| Muzillac          | 4 416      | Joseph Brohan         |       | DVD     | Joseph Brohan         |       | DVD     |
| Locmiquélic       | 4 151      | André Le Roux         |       | DVG     | André Le Roux         |       | DVG     |
| Gourin            | 4 131      | David Le Solliec      |       | UMP     | David Le Solliec      |       | UMP     |
| Locminé           | 3 978      | Gérard Lorgeoux       |       | UMP     | Grégoire Super        |       | UMP     |
| Baden             | 3 976      | Maurice Nicolazic     |       | DVG     | Maurice Nicolazic     |       | DVG     |
| Nivillac          | 3 766      | Jean Thomas           |       | UMP     | Jean Thomas           |       | UMP     |
| Saint-Nolff       | 3 603      | Joël Labbé            |       | EELV    | Joël Labbé            |       | EELV    |
| Noyal-Pontivy     | 3 598      | Bernard Delhaye       |       | DVD     | Michel Houdebine      |       | DVD     |
| Allaire           | 3 528      | Daniel Baron          |       | PS      | Jean-François Mary    |       | DVG-PS  |

### Résultats en nombre de maires
| Partis       | Partis                            | Maires sortants | Maires élus | Évolution     |
| ------------ | --------------------------------- | --------------- | ----------- | ------------- |
|              | Union pour un mouvement populaire | 13              | 11          | 2             |
|              | Divers droite                     | 7               | 7           | en stagnation |
|              | Mouvement démocrate               | 1               | 1           | en stagnation |
|              | Mouvement pour la France          | 1               | 1           | en stagnation |
| Total droite | Total droite                      | 22              | 20          | 2             |
|              | Parti socialiste                  | 10              | 8           | 2             |
|              | Divers gauche                     | 7               | 9           | 2             |
|              | Parti communiste français         | 3               | 4           | 1             |
|              | Europe Écologie Les Verts         | 1               | 1           | en stagnation |
|              | Union démocratique bretonne       | 1               | 1           | en stagnation |
|              | Mouvement républicain et citoyen  | 0               | 1           | 1             |
| Total gauche | Total gauche                      | 22              | 24          | 2             |
| Total        | Total                             | 44              | 44          | -             |

## Résultats dans les communes de plus de 3 500 habitants

### Allaire
- Maire sortant : Daniel Baron (PS)
- 27 sièges à pourvoir au conseil municipal (population légale 1999 : 3 188 habitants)

|                         | Jean-François Mary | Centre gauche  | 977   | 50,44  | 21 |  |  |  |
| Liste ouverture Allaire |                    |                | 977   | 50,44  | 21 |  |  |  |
|                         | Christian Deleter  | DVD            | 960   | 49,56  | 6  |  |  |  |
| Unis dans la diversité  |                    |                | 960   | 49,56  | 6  |  |  |  |
|                         |                    |                |       |        |    |  |  |  |
| Inscrits                | Inscrits           | Inscrits       | 2 554 | 100,00 |    |  |  |  |
| Abstentions             | Abstentions        | Abstentions    | 563   | 22,04  |    |  |  |  |
| Votants                 | Votants            | Votants        | 1 991 | 77,96  |    |  |  |  |
| Blancs ou nuls          | Blancs ou nuls     | Blancs ou nuls | 54    | 2,71   |    |  |  |  |
| Exprimés                | Exprimés           | Exprimés       | 1 937 | 97,29  |    |  |  |  |

### Arradon
- Maire sortant : André Gall (PS)
- 29 sièges à pourvoir au conseil municipal (population légale 1999 : 4 719 habitants)

| Tête de liste                   | Tête de liste     | Liste             | Premier tour | Premier tour | Second tour | Second tour | Sièges | Sièges |
| Tête de liste                   | Tête de liste     | Liste             | Voix         | %            | Voix        | %           | CM     |        |
| ------------------------------- | ----------------- | ----------------- | ------------ | ------------ | ----------- | ----------- | ------ | ------ |
|                                 | Dominique Mourier | DVG               | 1 405        | 44,28        | 1 687       | 51,23       | 22     |        |
| Arradon, agir ensemble          |                   |                   | 1 405        | 44,28        | 1 687       | 51,23       | 22     |        |
|                                 | Gilles Gaultier   | MoDem (Centriste) | 722          | 22,75        | 1 606       | 48,77       | 7      |        |
| Arradon, l'avenir ensemble      |                   |                   | 722          | 22,75        | 1 606       | 48,77       | 7      |        |
|                                 | Françoise Moulin  | UMP               | 1 046        | 32,97        | 1 606       | 48,77       | 7      |        |
| Arradon, une ambition pour tous |                   |                   | 1 046        | 32,97        | 1 606       | 48,77       | 7      |        |
|                                 |                   |                   |              |              |             |             |        |        |
| Inscrits                        | Inscrits          | Inscrits          | 4 295        | 100,00       | 4 295       | 100,00      |        |        |
| Abstentions                     | Abstentions       | Abstentions       | 1 054        | 24,54        | 935         | 21,77       |        |        |
| Votants                         | Votants           | Votants           | 3 241        | 75,46        | 3 360       | 78,23       |        |        |
| Blancs ou nuls                  | Blancs ou nuls    | Blancs ou nuls    | 68           | 2,10         | 67          | 1,99        |        |        |
| Exprimés                        | Exprimés          | Exprimés          | 3 173        | 97,90        | 3 293       | 98,01       |        |        |

### Auray
- Maire sortant : Michel Le Scouarnec (PCF)
- 33 sièges à pourvoir au conseil municipal (population légale 1999 : 10 911 habitants)

|                                    | Michel Le Scouarnec *  | PCF-PS         | 2 758 | 52,71  | 26 |  |  |  |
| Unis et solidaires pour Auray 2008 |                        |                | 2 758 | 52,71  | 26 |  |  |  |
|                                    | Annick Guillou-Moinard | UMP            | 1 923 | 36,75  | 6  |  |  |  |
| Union pour Auray                   |                        |                | 1 923 | 36,75  | 6  |  |  |  |
|                                    | Jean-Marc Alexandre    | MoDem          | 551   | 10,53  | 1  |  |  |  |
| Vivre ensemble à Auray             |                        |                | 551   | 10,53  | 1  |  |  |  |
|                                    |                        |                |       |        |    |  |  |  |
| Inscrits                           | Inscrits               | Inscrits       | 8 486 | 100,00 |    |  |  |  |
| Abstentions                        | Abstentions            | Abstentions    | 3 071 | 36,19  |    |  |  |  |
| Votants                            | Votants                | Votants        | 5 415 | 63,81  |    |  |  |  |
| Blancs ou nuls                     | Blancs ou nuls         | Blancs ou nuls | 183   | 3,38   |    |  |  |  |
| Exprimés                           | Exprimés               | Exprimés       | 5 232 | 96,62  |    |  |  |  |
| * Liste du maire sortant           |                        |                |       |        |    |  |  |  |

### Baden
- Maire sortant : Maurice Nicolazic (DVG)
- 27 sièges à pourvoir au conseil municipal (population légale 1999 : 3 360 habitants)

|                          | Maurice Nicolazic * | DVG            | 1 261 | 53,21  | 21 |  |  |  |
| Baden en marche          |                     |                | 1 261 | 53,21  | 21 |  |  |  |
|                          | Michel Bainvel      | SE             | 1 109 | 46,79  | 6  |  |  |  |
| Baden et vous            |                     |                | 1 109 | 46,79  | 6  |  |  |  |
|                          |                     |                |       |        |    |  |  |  |
| Inscrits                 | Inscrits            | Inscrits       | 3 562 | 100,00 |    |  |  |  |
| Abstentions              | Abstentions         | Abstentions    | 1 114 | 31,27  |    |  |  |  |
| Votants                  | Votants             | Votants        | 2 448 | 68,73  |    |  |  |  |
| Blancs ou nuls           | Blancs ou nuls      | Blancs ou nuls | 78    | 3,19   |    |  |  |  |
| Exprimés                 | Exprimés            | Exprimés       | 2 370 | 96,81  |    |  |  |  |
| * Liste du maire sortant |                     |                |       |        |    |  |  |  |

### Baud
- Maire sortant : Jean-Paul Bertho (PS)
- 29 sièges à pourvoir au conseil municipal (population légale 1999 : 4 813 habitants)

|                          | Jean-Paul Bertho *   | PS-DVG         | 1 960 | 63,08  | 24 |  |  |  |
| En avant pour Baud       |                      |                | 1 960 | 63,08  | 24 |  |  |  |
|                          | Marie-Pierre Offredo | DVD            | 1 147 | 36,92  | 5  |  |  |  |
| Un autre choix pour Baud |                      |                | 1 147 | 36,92  | 5  |  |  |  |
|                          |                      |                |       |        |    |  |  |  |
| Inscrits                 | Inscrits             | Inscrits       | 4 153 | 100,00 |    |  |  |  |
| Abstentions              | Abstentions          | Abstentions    | 874   | 21,05  |    |  |  |  |
| Votants                  | Votants              | Votants        | 3 279 | 78,95  |    |  |  |  |
| Blancs ou nuls           | Blancs ou nuls       | Blancs ou nuls | 172   | 5,25   |    |  |  |  |
| Exprimés                 | Exprimés             | Exprimés       | 3 107 | 94,75  |    |  |  |  |
| * Liste du maire sortant |                      |                |       |        |    |  |  |  |

### Lorient
- Maire sortant : Norbert Métairie (PS)
- 45 sièges à pourvoir au conseil municipal (population légale 1999 : 59 189 habitants)

|                                     | Norbert Métairie * | PS-PCF-LV-UDB-DVG (UG) | 13 143 | 64,01  | 38 |  |  |  |
| Pour Lorient, une nouvelle ambition |                    |                        | 13 143 | 64,01  | 38 |  |  |  |
|                                     | Fabrice Loher      | MoDem-UMP-PB           | 6 509  | 31,70  | 7  |  |  |  |
| Une nouvelle énergie pour Lorient   |                    |                        | 6 509  | 31,70  | 7  |  |  |  |
|                                     | Daniel Bergeron    | FN                     | 881    | 4,29   | 0  |  |  |  |
| Lorient d'abord                     |                    |                        | 881    | 4,29   | 0  |  |  |  |
|                                     |                    |                        |        |        |    |  |  |  |
| Inscrits                            | Inscrits           | Inscrits               | 39 336 | 100,00 |    |  |  |  |
| Abstentions                         | Abstentions        | Abstentions            | 17 849 | 45,38  |    |  |  |  |
| Votants                             | Votants            | Votants                | 21 487 | 54,62  |    |  |  |  |
| Blancs ou nuls                      | Blancs ou nuls     | Blancs ou nuls         | 954    | 4,44   |    |  |  |  |
| Exprimés                            | Exprimés           | Exprimés               | 20 533 | 95,56  |    |  |  |  |
| * Liste du maire sortant            |                    |                        |        |        |    |  |  |  |

### Vannes
- Maire sortant : François Goulard (UMP)
- 45 sièges à pourvoir au conseil municipal (population légale 1999 : 51 759 habitants)

| Tête de liste                                                               | Tête de liste       | Liste              | Premier tour | Premier tour | Second tour | Second tour | Sièges | Sièges |
| Tête de liste                                                               | Tête de liste       | Liste              | Voix         | %            | Voix        | %           | CM     |        |
| --------------------------------------------------------------------------- | ------------------- | ------------------ | ------------ | ------------ | ----------- | ----------- | ------ | ------ |
|                                                                             | François Goulard *  | UMP-MoDem-NC       | 9 035        | 46,61        | 10 950      | 51,59       | 34     |        |
| Vannes avec vous                                                            |                     |                    | 9 035        | 46,61        | 10 950      | 51,59       | 34     |        |
|                                                                             | Nicolas Le Quintrec | PS-LV-UDB-PRG (UG) | 5 912        | 30,50        | 10 275      | 48,41       | 11     |        |
| Vannes 2008, agir et vivre ensemble (1er tour) Votez pour changer (2d tour) |                     |                    | 5 912        | 30,50        | 10 275      | 48,41       | 11     |        |
|                                                                             | Marion Le Berre     | DVG                | 4 439        | 22,90        | 10 275      | 48,41       | 11     |        |
| Vannes projet citoyens                                                      |                     |                    | 4 439        | 22,90        | 10 275      | 48,41       | 11     |        |
|                                                                             |                     |                    |              |              |             |             |        |        |
| Inscrits                                                                    | Inscrits            | Inscrits           | 33 852       | 100,00       | 33 842      | 100,00      |        |        |
| Abstentions                                                                 | Abstentions         | Abstentions        | 13 920       | 41,12        | 12 139      | 35,87       |        |        |
| Votants                                                                     | Votants             | Votants            | 19 932       | 58,88        | 21 703      | 64,13       |        |        |
| Blancs ou nuls                                                              | Blancs ou nuls      | Blancs ou nuls     | 546          | 2,74         | 478         | 2,20        |        |        |
| Exprimés                                                                    | Exprimés            | Exprimés           | 19 386       | 97,26        | 21 225      | 97,80       |        |        |
| * Liste du maire sortant                                                    |                     |                    |              |              |             |             |        |        |